# يو في بي-76
يو في بي-76 (بالإنجليزية: UVB-76)‏، والمعروف أيضا باسم الطنان، هو الاسم الذي يطلق من قبل مستمعي الراديو إلى محطة الراديو على الموجات القصيرة التي تبث على التردد 4625 كيلو هرتز. انها تبث على شكل موجات قصيرة، وتتكرر في معدل ما يقرب من 25 طنة في الدقيقة، لمدة 24 ساعة يوميا. في مناسبات نادرة جدا، لقد كانت نشطة منذ وقت ما في أواخر السبعينيات من القرن الماضي أو أوائل الثمانينيات، وقد تم تتبع أصولها إلى روسيا، ولكن على الرغم من العديد من النظريات، لم يتم تأكيد غرضه الفعلي رسميا، ولا يزال مصدرا للتكهنات. في بعض الأحيان، ينقطع صوت الطنين ويتم إرسال صوت باللغة الروسية. ...